# Strafgesetzbuch (Österreich)
Das österreichische Strafgesetzbuch (Abkürzung StGB, bei nötiger Abgrenzung auch öStGB) regelt die grundlegenden Materien des österreichischen Strafrechts.

## Geschichte
- Im Jahre 1499 führte der Tiroler Landesfürst Erzherzog Maximilian die Maximilianische Halsgerichtsordnung ein, auch Tiroler Malefizordnung genannt. Sie war das erste kodifizierte Strafrecht im deutschsprachigen Raum. Als Vorform einer Landesordnung wurden dann die Malefizordnung zusammen mit anderen polizei- und zivilrechtlichen Regelungen und diversen Landtagabschieden 1500 und erneut 1506 als Gesatz und ordnungen der ynzichten Malefitz Rechten unnd annderer nottirftigen hendeln des lands der Graueschafft Tyroll abgedruckt. In weiterer Folge wurden die Strafrechtsbestimmungen in die Landesordnungen von 1526, 1532 und 1573 eingebaut. Neben letzterer wurde auch erstmals eine eigene Tiroler Policeyordnung erlassen. Beide wurden 1603 erneut gedruckt. Spätere Reformversuche kamen bis zur Zeit der Aufklärung nie zum Abschluss. Die territoriale Geltung erstreckte sich allerdings nicht auf die 1505 von Bayern abgetretenen Gebiete Rattenberg, Kitzbühel und Kufstein, in denen weiter bayerisches Landrecht galt, sowie über die Landgerichte Nonsberg, Kaltern (Einführung erst 1681) und die „welschen Konfinen“.[1]
- Die 1514 beschlossene Landgerichtsordnung für Österreich unter der Enns legt vor allem die davor strittigen Jurisdiktionsbefugnisse der einzelnen Stände dar und enthält vor allem formelles und kaum materielles Strafrecht. Sie wurde dann im landesfürstlichen Alleingang um kleine Details geändert und 1540 neu kundgemacht.[1]
  - Im Jahre 1656 wurde eine neue Landgerichtsordnung für Österreich unter der Enns erlassen, gemeinhin auch als Ferdinandea bezeichnet. Sie beruhte auf Teilen von Arbeiten zu einer „Landesordnung“ durch die vier in ständischen Diensten stehenden Doktoren Johann Baptist Suttinger, Johann Michael von Seiz, Johann Georg Hartmann und Johann Leopold. Sie war stark an die Constitutio Criminalis Carolina angelehnt und relativ umfassend. Da sie als einzige weitgehend das gesamte Strafrecht umfasste, wurde sie lange die Leitordnung der österreichischen Länder und Karl VI. wies die Länder 1721[2] an, sie subsidiär zu gebrauchen. Aber selbst sie bestimmte, dass „Derjenigen Laster halber, so Wir in dieser unserer Landgerichts-Ordnung, nicht absonderlich benennet, oder aufgeworffen, solle es bey Anordnung der gemeinen Rechten verbleiben“. Inhaltlich bestand sie aus zwei Teilen, einem formellen und einem materiellen Strafrecht.[1]
- 1535 wurde die Landgerichtsordnung für Krain (heute Slowenien) erlassen.[1]
- Im Jahre 1559 wurde die Landgerichtsordnung für Österreich ob der Enns erlassen, die auf einem von den Ständen schon länger ausgearbeiteten Entwurf beruhte. Inhaltlich basierte sie einerseits auf der Landgerichtsordnung für Österreich unter der Enns von 1540 und der Carolina, andererseits enthielt sie auch eine Reihe von polizeilichen Regelungen. Von kleinen Änderungen abgesehen wurde sie 1627 wortgetreu nachgedruckt. Der Landesfürst hatte nur zusätzlich einen landesfürstlichen Änderungsvorbehalt einfügen lassen. Im Jahre 1675 wurde eine neue Landgerichtsordnung für Österreich ob der Enns erlassen, die Leopoldina.[1]
- In der Steiermark scheiterten unter Ferdinand I. mehrere Entwürfe, erst unter Karl II. wurde 1574 die erste Landgerichtsordnung erlassen, welche aber lange Bestand hatte. Ähnlichkeiten bzw. Übernahmen bestehen zu der Landgerichtsordnung für Österreich ob der Enns von 1559.[1]
- Im Jahre 1577 wurde schließlich die Landgerichtsordnung für Kärnten erlassen. Auch bei ihr bestehen Ähnlichkeiten bzw. Übernahmen zu der Landgerichtsordnung für Österreich ob der Enns von 1559.[1]

Allen Ordnungen dieser Zeit ist gemein, dass – wie im gesamten römischen Reich deutscher Nation – subsidiär die 1530 beschlossene und 1532 ratifizierte Constitutio Criminalis Carolina (CCC), beziehungsweise das gemeine (Straf-)Recht (kraft Interpretation oder besonderer Anordnung) zur Anwendung kam. Dies galt für alle Fälle, in denen die heimischen Ordnungen keine Regelungen aufwiesen. In der heutigen rechtshistorischen Literatur werden die lokalen frühneuzeitlichen Malefizordnungen oft übersehen (beispielsweise Helga Schnabel-Schüle, Deutschland) oder nur in einem Nebensatz erwähnt und das österreichische Strafrecht bis zur Verabschiedung der Theresiana auf Basis der Carolina skizziert und diese als Matrix genutzt, um Veränderungen oder Kontinuitäten im österreichischen Strafrecht zu analysieren.
Die Subsidiarität der Carolina und der Leopoldina endete mit der Vereinheitlichung des Strafprozessrechts und des materiellen Strafrechtes in den österreichischen Ländern durch die Constitutio Criminalis Theresiana (CCT) aus dem Jahre 1768, die jedoch schon zum Zeitpunkt ihres In-Kraft-Tretens als veraltet angesehen wurde und daher 1787 durch das neue Josefinische Strafgesetzbuch (Josephina) ersetzt wurde, welches sich unter anderem durch die fast gänzliche Abschaffung der Todesstrafe auszeichnete. Schon 1795 jedoch wurde die Todesstrafe – als Folge der politischen Entwicklungen jener Zeit – wieder neu eingeführt und fand auch Eingang in das Strafgesetz 1803 (StG 1803), welches im Übrigen ein für damalige Verhältnisse höchst modernes Gesetzbuch war. Danach folgte ein legislatorischer Stillstand: das Strafgesetz 1852 (StG 1852) war keine neue Kodifikation, sondern lediglich eine erneute Kundmachung des Gesetzes von 1803 unter Einarbeitung aller seither dazu ergangenen Ergänzungen und Novellierungen und unter Weglassung des verfahrensrechtlichen Teils. Zahlreiche Bemühungen um eine Neukodifikation scheiterten. 1945 wurde das Strafgesetz 1852 wiederverlautbart (StG 1945).
Im Jahre 1971 kam es mit der „Kleinen Strafrechtsreform“ (BGBl. Nr. 273/1971, Strafrechtsänderungsgesetz 1971) zu wesentlichen Änderungen an einzelnen Gesetzen. Beispielsweise wurden die Strafbarkeit gleichgeschlechtlicher Handlungen stark eingeschränkt (siehe Homosexualität in Österreich) und die Delikte Amtsehrenbeleidigung und Ehestörung abgeschafft (Ehebruch, also Vaginalverkehr einer verheirateten Person mit einer dritten Person blieb aber bis 1997 strafbar).
In den 1970er Jahren gelang dem langjährigen Justizminister Christian Broda die „Große Strafrechtsreform“ mit kompletter Neukodifizierung. Das jahrelang durch eine Strafrechtskommission (Mitglieder waren u. a. Franz Bulla, Franz Douda, Otto Estl, Roland Graßberger, Hans Gürtler, Franz Handler, Max Horrow, Hans Kapfer, Paul Hausner, Ferdinand Kadecka, Wilhelm Malaniuk, Friedrich Nowakowski, Franz Pallin, Theodor Rittler, Eugen Serini, Rudolf Skrein und Franz Zamponi) eingehend beratene Gesetzbuch fand großteils allgemeine Zustimmung; lediglich wegen der im StGB enthaltenen Fristenregelung wurde es vom Nationalrat allein mit den Stimmen der SPÖ (die zu jener Zeit eine absolute Mehrheit besaß) am 29. November 1973 und, nachdem der Bundesrat Einspruch erhoben hatte, nochmals am 23. Jänner 1974 (Beharrungsbeschluss) beschlossen. Es trat am 1. Jänner 1975 in Kraft. Seitdem wurde es mehrfach novelliert.
Im Februar 2013 trat erstmals eine Reformgruppe bestehend aus 18 Experten zusammen, um gemeinsam ein modernisiertes StGB 2015 zu entwickeln. Dabei sollte insbesondere die oft kritisierte Strafenrelation zwischen Vermögensdelikten und den Delikten gegen Leib und Leben verbessert werden. Auch die in § 70 StGB normierte Gewerbsmäßigkeit stand zur Debatte. In 15 Sitzungen wurden verschiedene Reformvorschläge erarbeitet: Empfohlen wurde unter anderem, die Wertgrenzen zu erhöhen, Gewerbsmäßigkeit enger zu definieren, gefährliche Drohung nicht auf einzelne Rechtsgüter zu beschränken und die Strafdrohungen der Körperverletzungsdelikte zu verändern. Die von der Expertengruppe empfohlenen Änderungen flossen in der Folge überwiegend in die Strafrechtsreform 2015, die größte Änderung des Strafgesetzbuchs seit der großen Strafrechtsreform von 1975, ein. Diese sah neben den oben erwähnten Anpassungen der Wertgrenzen allgemein Änderungen bei den Strafdrohungen vor, um die Gewichtung derselben anzupassen: Gewaltdelikte sollten deutlich stärker bestraft werden als (bloße) Vermögensdelikte. Die Strafrechtsreform 2015 wurde im Rahmen des Strafrechtsänderungsgesetz 2015 am 7. Juli 2015 vom Nationalrat beschlossen und trat mit 1. Jänner 2016 in Kraft.

## Aufbau
Das StGB ist in zwei Hauptteile gegliedert. Man unterscheidet den Allgemeinen Teil (§§ 1–74) und den Besonderen Teil (§§ 75–321k). Der Allgemeine Teil wird weiters in den AT I (§§ 1–16) und den AT II (§§ 17–74) unterteilt. Beim Besonderen Teil spricht man vom BT I (§§ 75–169) und dem BT II (§§ 169–321k). Teilweise wird der Besondere Teil auch dreigeteilt, wobei die Vermögensdelikte dann den BT II bilden.

### Allgemeiner Teil I
Der Allgemeine Teil I (AT I) behandelt die Lehre von der Straftat. Er beinhaltet die Rechtsfolgevoraussetzungen wie
- den Grundsatz nullum crimen sine lege (inklusive Analogieverbot zuungunsten des Angeklagten) – § 1,
- Begehung durch Unterlassung – § 2,
- Notwehr – § 3,
- den Grundsatz nulla poena sine culpa – § 4,
- Vorsatz – § 5,
- Fahrlässigkeit – § 6 und § 7,
- Entschuldigender Notstand – § 10,
- Zurechnungsunfähigkeit – § 11,
- Beteiligung – § 12 und § 13,
- Versuch – § 15 und § 16

### Allgemeiner Teil II
Der Allgemeine Teil II (AT II) behandelt die Lehre von den Folgen der Straftat:
- Strafen – §§ 18–19a,
- Abschöpfung der Bereicherung – §§ 20–20c,
- Vorbeugende Maßnahmen – §§ 21–25,
- Strafbemessung – §§ 32–41a,
- Bedingte Strafnachsicht und Entlassung – §§ 43–47,
- Probezeit – §§ 48 ff.,
- Verjährung – §§ 57–60,
- den Geltungsbereich des StGB – §§ 61–67
- und Begriffsbestimmungen – §§ 68–74.

### Besonderer Teil
Im Besonderen Teil (BT) sind die einzelnen Delikte normiert. Geordnet sind die Delikte nach dem Rechtsgut, das durch den jeweiligen Tatbestand geschützt wird. Sie werden in folgenden Abschnitten zusammengefasst:
1. Strafbare Handlungen gegen Leib und Leben
2. Schwangerschaftsabbruch
3. Strafbare Handlungen gegen die Freiheit
4. Strafbare Handlungen gegen die Ehre
5. Verletzungen der Privatsphäre und bestimmter Berufsgeheimnisse
6. Strafbare Handlungen gegen fremdes Vermögen
7. Gemeingefährliche strafbare Handlungen und strafbare Handlungen gegen die Umwelt
8. Strafbare Handlungen gegen den religiösen Frieden und die Ruhe der Toten
9. Strafbare Handlungen gegen Ehe und Familie
10. Strafbare Handlungen gegen die sexuelle Integrität und Selbstbestimmung
11. Tierquälerei
12. Strafbare Handlungen gegen die Zuverlässigkeit von Urkunden und Beweiszeichen
13. Strafbare Handlungen gegen die Sicherheit des Verkehrs mit Geld, Wertpapieren, Wertzeichen und unbaren Zahlungsmitteln
14. Hochverrat und andere Angriffe gegen den Staat
15. Angriffe auf oberste Staatsorgane
16. Landesverrat
17. Strafbare Handlungen gegen das Bundesheer
18. Strafbare Handlungen bei Wahlen und Volksabstimmungen
19. Strafbare Handlungen gegen die Staatsgewalt
20. Strafbare Handlungen gegen den öffentlichen Frieden
21. Strafbare Handlungen gegen die Rechtspflege
22. Strafbare Verletzungen der Amtspflicht, Korruption und verwandte strafbare Handlungen
23. Amtsanmaßung und Erschleichung eines Amtes
24. Störung der Beziehungen zum Ausland
25. Völkermord, Verbrechen gegen die Menschlichkeit, Kriegsverbrechen

### Nebenstrafrecht
Wie in vielen anderen Staaten sind zahlreiche Tatbestände nicht im StGB direkt, sondern in diversen Nebengesetzen erfasst. Diese Bestimmungen bezeichnet man in Österreich zusammenfassend als Nebenstrafrecht. Wichtige strafrechtliche Nebengesetze sind:
- Jugendgerichtsgesetz 1988 (JGG)
- Suchtmittelgesetz (SMG)
- Mediengesetz (MedienG)
- Pornographiegesetz (PornoG)
- Verbotsgesetz 1947 (VerbotsG) (Verbot des Nationalsozialismus)
- Waffengesetz (WaffG)
- Militärstrafgesetz (MilStG)
- Finanzstrafgesetz (FinStrG)
- Datenschutzgesetz  (DSG)

Darüber hinaus finden sich auch in einigen anderen Gesetzen strafrechtliche Bestimmungen, etwa im Urheberrechtsgesetz (UrhRG). 
Eine Besonderheit des österreichischen Strafrechts ist das relativ große Ermessen bei der Strafbemessung. So reicht der Strafrahmen bei Mord (§ 75) von zehn Jahren bis hin zu lebenslanger Freiheitsstrafe, kann aber bei Überwiegen der Milderungsgründe auf bis zu ein Jahr Freiheitsstrafe reduziert werden (§ 41 Abs. 1 Z 1). Dieser Spielraum besteht, da im österreichischen StGB das Prinzip des Einheitstäters gilt (§ 12) und nicht – wie etwa in Deutschland – detaillierte Regelungen zu Täterschaft und Teilnahme an einer Straftat existieren.